# Macarthuria complanata
Macarthuria complanata är en tvåhjärtbladig växtart som beskrevs av E.M. Ross. Macarthuria complanata ingår i släktet Macarthuria och familjen Limeaceae. Inga underarter finns listade i Catalogue of Life.